# Tomarchio (bebidas)
La Sibat Tomarchio, o más simplemente Tomarchio, es una empresa de bebidas italiana con sede en Sicilia.

## Historia
Tomarchio fue fundada en 1920 para producir y embotellar bebidas gaseosas. El Cavalier Filippo Tomarchio, fundador de la compañía, después de numerosos experimentos, ideó la receta para hacer a mano la gaseosa túrbida (la original). La bebida estaba encerrada en una botella de vidrio de 250 ml que contenía una bolita en su interior, de ahí el nombre de La gaseosa con la bolita.
Inicialmente, la bebida se vendió puerta a puerta en cajas de madera, pero solo en la provincia de Catania. A partir de los años sesenta, la distribución se expande para toda Sicilia: estos son los años donde las tapas y las botellas experimentaron los primeros cambios, para mantenerse al día con los tiempos. Entre los años ochenta y noventa nacieron nuevas bebidas como naranjada, chinotto, limonada, espuma y otras.
El siglo siguiente Tomarchio consolidó la posición en el mercado, la empresa es líder en la propia región en la producción de bebidas como chinotto, naranjada, limonada, todo a base de materias primas sicilianas, pero también de bebidas de cola y aún otros.
Fue calculado (en 2015) que en el mercado siciliano, Tomarchio vende el 34,2% de la naranjada, el 25,1% de la limonada y el 51,3% de chinotto. También existe una línea de vidrio y una línea Bio. Además al resto de Italia, la marca también está presente en América del Norte, Europa, Asia y Oceanía.

## Método de elaboración

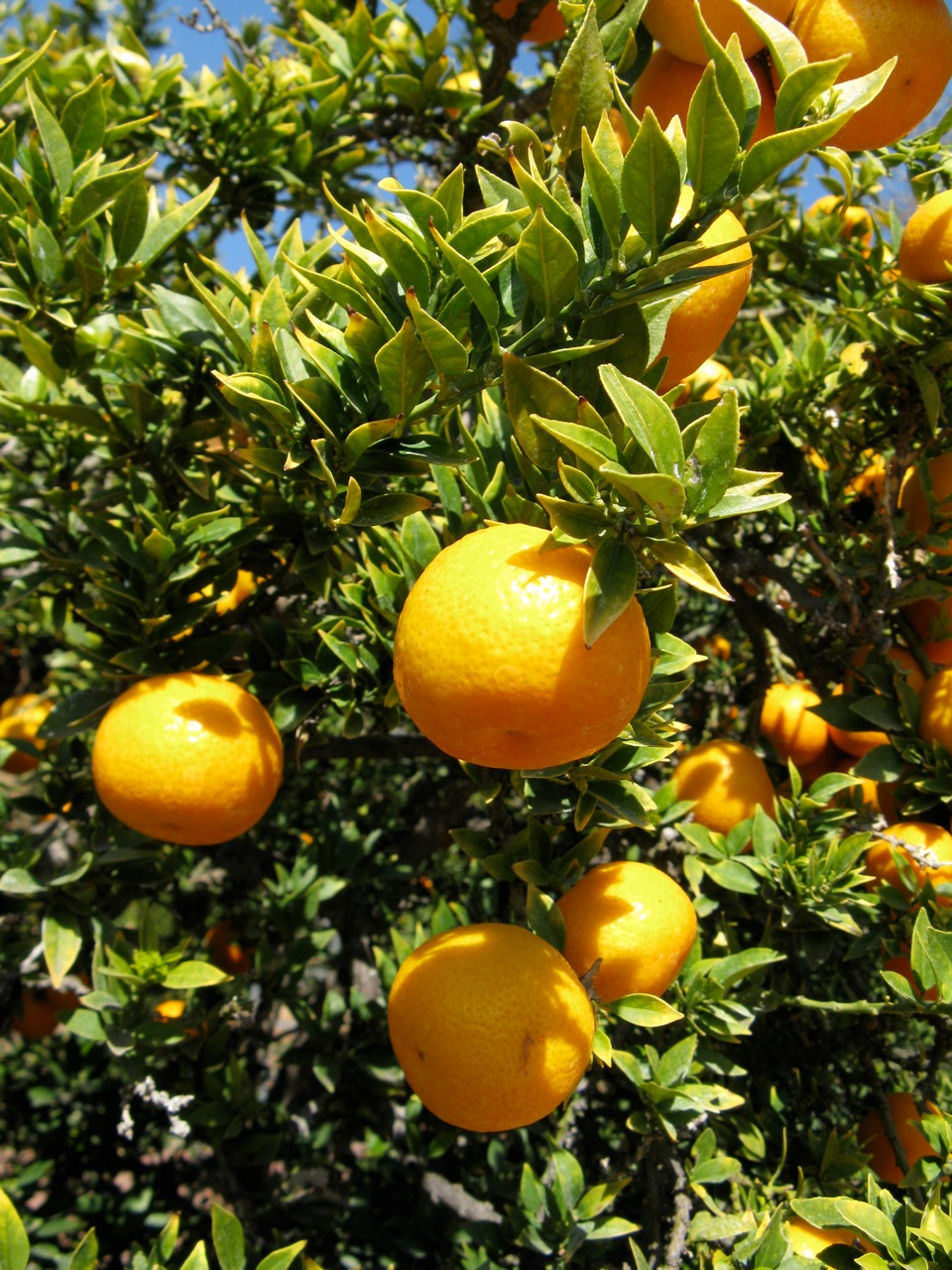
Chinotto.

La compañía Tomarchio utiliza solo jugos cítricos sicilianos como las naranjas rojas de Sicilia IGP, limones de Siracusa IGP, naranjas rubias de Ribera D.O.P. y aceites esenciales producidos por productores locales. El agua proviene de un acuífero del Etna, y al filtrarse a través de las rocas volcánicas adquiere una mineralización que caracteriza las bebidas.

## Facturación
La facturación en 2017 alcanzó los 12,1 millones de euros, en 2015 fue de alrededor de 11,6 millones contra los 10,7 millones en 2013.

## Proyectos para la valorización del territorio
Sibat Tomarchio ha sido protagonista de varios proyectos relacionados con el marketing territorial siciliano como la participación de la empresa en el Carnaval de Acireale. La compañía ha decidido producir algunas botellas de bebidas con una etiqueta personalizada dedicada al Carnaval más antiguo de Italia, para promover la economía de la región de Sicilia.

## Proyectos de beneficencia
Con una etiqueta especial, la compañía ha apoyado una plataforma de micromecenazgo, creada para apoyar proyectos de beneficencia a través las donaciones de usuarios digitales.

## Testimonial famosos
- Pippo Baudo[6]
- Adriano Panatta[6]

## Premios

### BioAwards 2016
En 2016 en la Exposición internacional del biológico e del naturale “Sana” (Bologna):
- 1.er lugar en la categoría “Bibite"[7][8]
- 1.er lugar en la categoría “Charity”[5]

### Gold Sofi Award 2019
En 2019 a New York:
- 1.er lugar en la categoría "La mejor bebida fría lista para beber"[9][10]